# 院内警察〜アスクレピオスの蛇〜
『院内警察〜アスクレピオスの蛇〜』（いんないけいさつ アスクレピオスのへび）は、原作：酒井義、漫画：林いちによる日本の漫画作品。『ヤングチャンピオン』（秋田書店）にて、2021年9号から2024年22号まで連載。
2024年1月より、フジテレビ系にてテレビドラマが放送された。

## 登場人物
武良井治
阿栖暮総合病院の院内刑事。
榊原俊介

横堀仁一

川本響子

白石日向

上條繭子

田尻賢太郎

伊藤智

## 書誌情報
- 酒井義（原作）・林いち（漫画） 『院内警察〜アスクレピオスの蛇〜』 秋田書店〈ヤングチャンピオンコミックス〉、全9巻
  1. 2022年3月17日発売[3][4]、ISBN 978-4-253-30721-5
  2. 2022年4月20日発売[5]、ISBN 978-4-253-30722-2
  3. 2022年8月19日発売[6]、ISBN 978-4-253-30723-9
  4. 2023年1月20日発売[7]、ISBN 978-4-253-30724-6
  5. 2023年7月20日発売[8]、ISBN 978-4-253-30725-3
  6. 2023年12月20日発売[9]、ISBN 978-4-253-30726-0
  7. 2024年3月18日発売[10]、ISBN 978-4-253-30727-7
  8. 2024年8月20日発売[11]、ISBN 978-4-253-30728-4
  9. 2025年1月20日発売[12]、ISBN 978-4-253-30729-1

## テレビドラマ
『院内警察』のタイトルで、2024年1月12日から3月22日まで、フジテレビ系「金曜9時枠の連続ドラマ」枠で放送された。主演は桐谷健太。

### あらすじ（テレビドラマ）
阿栖暮総合病院内に設置された院内交番。そこでは元警視庁捜査一課の刑事・武良井治が日々、患者同士のトラブル解決や遺失物の捜索に奮闘していた。ある日、交番事務員として川本響子がやって来る。川本は有名病院の医療事務としてのキャリアを積むつもりでいたが、院内交番が軽薄で空気が読めず給料泥棒と揶揄される「3K交番」と呼ばれていることにショックを受ける。そんな中、若き天才外科医・榊原俊介がドイツから帰国、驚異的なオペスキルで注目を集める。だが武良井は榊原に対し、警察時代の鋭い視線を向け、時には執拗に接触を試みる。武良井の阿栖暮総合病院での行動には、刑事を辞めてまで来た理由があり、敏腕刑事と天才医師、二つの異なる正義が交錯する。

### キャスト

#### 主要人物
武良井治（むらい おさむ）〈43〉
演 - 桐谷健太
院内刑事。元警視庁捜査一課の刑事。よく棒付きの飴を舐めていて、院内交番に出入りする人間や廊下で出会う入院患者などにあげることもある。
榊原俊介（さかきばら しゅんすけ）〈33〉
演 - 瀬戸康史（高校生時代：齋藤潤）
天才外科医。外科部副部長。失脚した倉田に代わって外科部長となる（第6話）。

#### 院内交番
川本響子（かわもと きょうこ）〈23〉
演 - 長濱ねる
新人事務員。武良井の言動に振り回される。
横堀仁一（よこぼり じんいち）〈75〉
演 - 市村正親
室長。基本的に人柄は温厚で口調は丁寧。しかし、ものすごく喧嘩が強い。

#### 阿栖暮総合病院
尼子唯織（あまこ いおり）〈33〉
演 - さとうほなみ
腫瘍内科医。雲隠れするために、院内交番へちょくちょく来る。
倉田雄二（くらた ゆうじ）〈53〉
演 - 神尾佑
外科部長。一旦は副院長まで昇りつめたが、業者から機器の導入と引き換えに金品を受け取っていたことが露見し懲戒解雇となる（第6話）。
上條萌子（かみじょう もえこ）〈36〉
演 - 玄理（高校生時：榊原有那）
外科医。
白石葵（しらいし あおい）〈29〉
演 - 馬場ふみか
麻酔科医。
伊藤智（いとう さとし）〈33〉
演 - 西村元貴
外科医。
白石日向（しらいし ひなた）〈24〉
演 - 工藤美桜
白石葵の妹。美人看護師だが、実は愛煙家であり、ストレスが溜まると喫煙所でタバコを吸うことがあり、喫煙しても美肌を維持し、美容と喫煙を両立するスキルを持つ裏の一面を持っている。
武藤則光
演 - 山田明郷
病院長。
嶋田英二
演 - 佐古井隆之（第1話・最終話）
内科医。
工藤知子（くどう ともこ）
演 - 荻野友里（第1話・第6話・最終話）
看護師。
吉野健二
演 - 津和野諒（第2話 - ）
外科医。

#### その他
清宮松雄（きよみや まつお）〈65〉
演 - でんでん
入院患者。
夏目美咲（なつめ みさき）
演 - 入山法子
武良井の恋人。末期の胃がんで阿栖暮総合病院で新薬「ミラセルゾール」の治験者として治療を受けていたが、間質性肺炎で亡くなったとされている。

#### ゲスト

##### 第1話
山際修平
演 - 渡辺光（最終話）
入院中の妻の検査の件で医師と揉め、女性事務職員を盾にカッターナイフで威嚇し、騒ぎを起こす。
山際恵美
演 - 金沢沙耶
修平の妻。膵臓癌の患者。
相良美紀
演 - 宮崎莉里沙
鼠径ヘルニアの患者である少女。亡くなったパパに買ってもらって大切にしていた小さな金魚のぬいぐるみを無くしてしまったため、明日の手術を拒否する。しかし「ぬいぐるみけいさつ」（武良井と響子）がそれを見つけたことにより、予定どおり手術を受け、無事成功する。
相良久美
演 - 水田萌木
美紀の母。
相良亮二
演 - 持永雄恵
美紀の父。故人。
職員
演 - 源たいと、田櫓祐二
院内交番を3Kと揶揄する。
野島
演 - 藏内秀樹
入院患者。入れ歯がなくなったと騒ぐ。
事務員
演 - 浅川ちひろ
山際修平にカッターナイフで脅され、人質となった事務員。

##### 第2話
岩井幸吉
演 - ベンガル（第10話）
特別室に入院してきた“荒くれガンキチ”の異名を持つ国会議員。暴言で批判を浴び炎上中で、仮病での退避だったが、咳の症状から萌子が病気を疑い、検査の結果、胸部大動脈瘤の1つである弓部大動脈瘤であることが判明する。
密かに、入院中の子どもたちが遊ぶ玩具を自費で病院に寄付している。
自分の病気を最初に見つけてくれた萌子に命を預け手術を受け、退院後、厚生労働大臣に就任する。
田口進
演 - 阿部翔平
岩井の秘書。入院していた子ども時代、岩井に遊んでもらったことがあり、彼を尊敬している。
野田正
演 - 松原正隆
悪性心膜中皮腫の患者。萌子が手術を担当する予定だったが、榊原の策略によって横取りされてしまう。
田中サナ
演 - 松浦りょう
特別室が覗ける秘密の場所があるという清宮の話に興味津々な患者の1人。小遣い稼ぎのため、特別室に入院している岩井の姿を向かい側の棟から窓越しにスマホで撮影し、マスコミへ売り込んだ。
岡山健、辻本
演 - 近藤雄介、久松龍一
入院患者。特別室が覗ける秘密の場所があるという清宮の話に興味津々。
上條久志
演 - 関ヒロユキ
萌子の父。「上條工業所」を経営していたが、娘を医大に行かせるために働きづめで倒れてしまった。
看護師
演 - 佐々木麻衣
外で榊原と話していた萌子を、岩井の手術カンファレンスがあると呼びに来た。
清水幸太
演 - 二ノ宮陸登
病院に秘かに玩具を寄付していた岩井と話す小児科の子供。5針縫ったという。

##### 第3話
神谷玲子
演 - 西山繭子
日向の先輩の主任看護師。日向に何かとキツくあたり、パワハラ疑惑があったが、全ては日向を守るための行動であった。
村松伸夫
演 - 桜井聖
病院の清掃スタッフ。日向をストーキングしていた真犯人で後に警察に逮捕される。
飯塚恵子
演 - 髙栁葉子
変形性膝関節症の入院患者。一時、院内で行方不明になる。
蛭間諒平、山村雄輔
演 - 町田大和、矢作マサル
周囲からセクハラコンビと云われる入院患者。
乾井卓
演 - 中山克己（第4話・第5話）
ワイドショー番組の名物コメンテーター。大腿骨頭置換手術を受けた。退院間近で急性心筋梗塞を発症。その後容態が急変し緊急手術が行われたが、手術後すぐに死亡した。
整形外科医
演 - 伊藤誓悟
日向にリストを渡し、「明日までに用意してもらえる?」と無理難題を言う。

##### 第4話
前川大樹
演 - 近藤頌利（第5話・第10話・最終話）
半年前に阿栖暮総合病院を辞めた循環器内科の専攻医。手術後に胸の苦しみを訴えた乾井卓の急性心筋梗塞を疑うと同時に、手術後であることから肺塞栓でないことを確認しておいた方が良い、とアドバイスしたが、高木に阻まれた。乾井の件もあって退職し、現在は千葉の「沢所クリニック」勤務。
久保田雅人
演 - 荒川浩平
乾井卓担当の整形外科医。
高木学
演 - 山崎樹範（第5話）
循環器内科副部長。日本茶への拘りより皆から「オチャッコ先生」と呼ばれる。
城川尚
演 - テット・ワダ（第5話 - 第7話・最終話）
武良井の刑事時代の上司。捜査一課・課長。
沢所誠
演 - 田上ひろし
現在の前川の勤務先「沢所クリニック」院長。
須賀直哉
演 - 野仲イサオ（第5話）
阿栖暮総合病院 副院長。循環器科部長。
野口孝俊
演 - 森喜行（第5話）
医療安全管理委員会に患者代表ゲストとして呼ばれた男性。かつて大腸がんの手術のために阿栖暮総合病院、それも外科の病棟に空きがなく整形外科病棟に入院していた。乾井が亡くなった同じ夜、腹痛と右足に痛みがあるとして、手術が近いために緊急採血がされていた。凝固検査のDダイマーのみ陽性の数値を出していたが、何の処置もされていなかった。武良井はDダイマーが正常値だった乾井の検体と取り違えられたのではないかと疑う。
乾井君子
演 - 酒井麻吏（第5話）
乾井卓の妻。
指導医
演 - 幸将司
前川の研修医時代の指導医。
研修医
演 - 東慧依、遠藤勝
5年前の前川の研修医時代の仲間。食堂で丼に顔を突っ込んで居眠りする前川のことを心配する。
医師
演 - 中川稔貴（第5話）
阿栖暮総合病院の医療安全管理委員会の進行役。
医師
演 - 城野マサト（第5話）

研究医
演 - 鍋岡守
高木の研究室の研究医。「僕がお願いしたこと、まだ全然終わってない」と高木より叱責される。
患者
演 - 今野ひろみ
「沢所クリニック」での前川の患者。ここから先は大きな病院で検査する必要がある、と彼から病院を紹介される。
患者
演 - 小宮重男
阿栖暮総合病院勤務時代の前川の患者。「リハビリ一緒に頑張りましょうね」と励まされた。
演 - 麻生千裕
阿栖暮総合病院勤務時代の前川の患者。新人さんなのに丁寧な方で信頼できるわ、と前川を褒めた。

##### 第5話
尾関裕也
演 - 松本城太郎
武良井が刑事時代に逮捕した男。
夏目百合子
演 - 阿部朋子（最終話）
美咲の母。武良井に彼女の日記を渡す。
サラリーマン
演 - 山口コンボイ、仁木恭平（ケビンス）
2019年の夏、バーで女性客に絡んでいたサラリーマン。助けに入った美咲が居合わせた武良井とそこで知り合った。
スーツの男
演 - 中山佳祐、東鶴周斗
美咲が亡くなり、阿栖暮総合病院の中庭でうなだれていた武良井が、「例の治験に参加した患者さん、間質性肺炎」「担当医の判断でストップがかかったらしい」との（治験コーディネーターたちの）会話を耳にし、詳しく話を訊こうと声をかけた男たち。上司のお見舞いに来たサラリーマンで人違いだったが、武良井はそれをきっかけに美咲が受けていた新薬の治験について調べ始める。
看護師
演 - 君島光輝（最終話）
乾井の容態急変時にナースステーションで処置室の手配をする看護師。
ゴミ箱から切り裂かれた榊原の白衣を見つける（最終話）。
看護師
演 - 藤下栞
中央検査室からカテーテル室の前川宛にかかって来た電話に代理で出る看護師。乾井のDダイマー数値が16.7だと伝える。
麻酔科医
演 - 木村忍
カテーテル室で乾井の対応にあたる。

##### 第6話
今井結依
演 - 梨里花（第7話 - 第10話）
祖父の見舞いに病院に来ていた14歳の中学生。院内で泥棒に盗まれた指輪は、病気が完治した友達にもらったお守りだった。院内交番の仕事に興味を持ち病院に通う中、突然倒れる。実は先天性疾患のHLHS（左心低形成症候群）を患っていた。
浅田大樹
演 - 和田正人
医療機器メーカー「マルコメディカル」の社員。病院内で紙袋をなくしたと騒ぎになり、それは見つかったものの、中身は腹腔鏡新機器導入の見返りに倉田に渡す賄賂であることを武良井に暴かれる。
今井千里
演 - 原田佳奈（第7話 - 第10話）
結依の母。娘がHLHSを患っていることを榊原に話す。
榊原希
演 - 共田すず（第7話 - 第10話）
榊原俊介の妹。HLHSを患っており、15年前に阿栖暮総合病院の救急外来に搬送されたが亡くなった。
看護師
演 - 志武明日香
15年前、阿栖暮総合病院の救急外来で榊原希に対応した看護師。
警備員
演 - 柿沼慶典（第8話・第10話）
阿栖暮総合病院の警備室の警備員。
男性、女性
演 - 安藤清二、山崎日菜
財布の落とし物がないかと別々に院内交番に訪れた男女。
女性
演 - 田所ちさ、佐倉花怜、いぐちさやか
休憩室のテレビがつかないと騒いでいる入院患者たち。川本が調べるとなぜか電源ケーブルが切られていた。
男性
演 - 新田健太
医師の格好で阿栖暮総合病院内で泥棒を繰り返していた男。病院で支給されている白衣と違うものを着ていることから、武良井は偽医者と見抜いて捕まえた。

##### 第7話
遠藤康恵
演 - 山本道子
清宮松雄の別れた妻。行方の調査を武良井が頼まれる。
遠藤梨沙、悠斗
演 - 長田涼子、房野晃士
松雄の娘と孫。
住職
演 - 山城秀之
榊原の墓がある寺の住職。劇団員もしているという。
釣り人
演 - 若林秀敏、田中瑛祐
堤防から落ちそうになった高校生の榊原を救った釣り人たち。
医師
演 - 松木研也
松雄の担当医。唯織と二人で彼に余命を告げる。
佐々木智子、看護師
演 - 大山きか、畠山菜月乃
松雄の最期を看取った看護師。

##### 第8話
曽根崎茉莉〈23〉
演 - 美山加恋
救急搬送された翌日、病室から行方不明になる患者。実は川本の高校の同級生。武良井に摂食障害ではないかと疑われカルテを確認すると、処方されていない食欲抑制剤や睡眠薬を大量摂取していたことがわかる。
田尻賢太郎
演 - 忍成修吾
総合内科医。曽根崎茉莉も診察している。生活保護受給患者に睡眠薬ばかり処方していることに横堀が気付く。暗くて無口、かなりのケチで、後輩とご飯を食べても1円単位までワリカンする、と同僚の間で評判が悪い。
羽鳥敦
演 - 樫尾篤紀
田尻の後輩の総合内科の専攻医。薬を求める生活保護患者に対し「もしも反社に横流ししてるなら、その先で不幸になっている人のことを考えろ」と説教していた。1年前、薬を容易にもらえない生保患者の恨みを買って刺されてから休職している。小さいころ、小児喘息にかかっており、その時の主治医が良い先生で医師を目指した。
木村
演 - 栄信
生活保護受給者の薬代が無料なのに目を付け、睡眠薬や抗うつ剤を大量に入手させ、それをSNSを使って横流しして暴利を貪る反社の男。
医師
演 - 西将輝
職務中に女性看護師と不倫していたと武良井に詰められる医師。実は製薬会社と阿栖暮総合病院の取次ぎ役をしており、不倫写真の破棄と引き換えに新薬の治験データを入手するという取引を武良井から持ちかけられる。
男性患者
演 - 比佐仁
生活保護受給者の患者。反社に転売するための薬を処方してくれないことに怒って、羽鳥をナイフで刺す。
男性
演 - 安立悠佑
繁華街で聞き込みをしている武良井を見て、木村さんのことを探し回ってるやつがいる、と木村に電話する。
奈良橋
演 - 伊藤ひろし
診察室から出てきて羽鳥に礼を言う生保受給患者。きっと仕事が見つかるから健康面と金銭面を安定させましょう、と羽鳥に励まされる。
女性患者
演 - みなみ奈未
眠れないので睡眠薬が欲しい、と田尻に頼む生保受給患者。田尻が出し渋ると、他の医師に頼むからいい、と診察室を出ていこうとする。
看護師
演 - 菊原結里
居なくなった入院患者の茉莉を一緒に探してほしいと院内交番にやってくる。
看護師
演 - 名越佳代
羽鳥の復帰を喜ぶと同時に急に退職した田尻の事を訝る。
男性
演 - 岸本康太、宮川連
木村の仲間。木村と3人で武良井を襲って痛めつけるが、GPS信号を辿って追いかけて来た横堀に返り討ちにされる。

##### 第9話
結依の父
演 - 数ヒロキ
今井結依の父親。
池上
演 - 八木光太郎
阿栖暮総合病院・外科医。榊原から結依のオペの第一助手を打診されるも「その日は出張入っちゃって、変更できないんだよね」と断る。
大塚弘明
演 - 酒井義
阿栖暮総合病院・外科医。同様に「俺も予定入れたんで厳しいな」と榊原からの助手の打診を断る。
医師
演 - 本多摂、竹林文雄
榊原希の手術を担当した阿栖暮総合病院の医師たち。4時間かけたものの「根治手術はとうてい無理」とほぼ何もしなかった。
日野翔子
演 - 大藤由佳
今井結依の担当看護師。
宮内香織
演 - 川原琴響（第10話）
抗ガン剤新薬の治験中に間質性肺炎で亡くなった3人目の患者。カルテには「原疾患による急性呼吸不全で亡くなった」と書かれていたが、それは榊原のアカウントでログインした端末より改竄したものだった。

##### 第10話
安原誠
演 - 中村靖日
宮内香織の担当内科医。3ヶ月前から休職しており、閉塞性肥大型心筋症で阿栖暮総合病院に入院している。
吾妻
演 - 渋江譲二
治験薬「ミラセルゾール」の開発責任者。白石葵の恋人。

##### 最終話
患者
演 - もこう
「何やその目つき、こっちは患者やぞ」と工藤知子に因縁をつける。
演 - 鈴木理学
「言う通りに薬を出さないなら、治療費払わないから」と知子を責める。
看護師
演 - 吉村冴加
外科部長室が荒らされた榊原を心配して萌子に話しかける。
演 - かまくらあや
「患者に殴られた？ 言い返さず、話を聞いてあげないと」と知子を諭す先輩。濃過ぎる口紅についても不適切だと注意する。
演 - 佐藤智美
紛失したと思われた筋弛緩剤がゴミ捨て場で見つかったことを安堵するが、実は知子の自作自演だった。
女性
演 - みゃこ
糖尿病の薬の時間に院内で行方不明になった父親を探す女性。

### スタッフ
- 原作 - 酒井義 / 漫画 - 林いち『院内警察〜アスクレピオスの蛇〜』（秋田書店『ヤングチャンピオン・コミックス』刊）[2]
- 編成企画 - 日高峻[2]
- 脚本 - 天本絵美、諸橋隼人、相馬光[2]
- 音楽 - 馬瀬みさき[2]
- 主題歌 - Eve「pray」（TOY'S FACTORY）[106]
- オープニングテーマ - SennaRin「NOD」（SACRA MUSIC）[107]
- 医療監修 - 野木晋、前田恵
- 医療指導 - 山本昌督
- 取材協力 - 横内昭光
- 医療アドバイザー - 小出直行（TERUMO）
- 看護指導 - 松島由貴子
- 演出 - 石川淳一、木村真人、北坊信一[2]、大﨑翔、吉田使憲
- プロデュース - 中村亮太[2]
- 制作 - フジテレビ[2]
- 制作著作 - 共同テレビ[2]

### 放送日程
| 話数                                                                        | 放送日  | サブタイトル | 脚本     | 演出     | 視聴率 |
| --------------------------------------------------------------------------- | ------- | ------------ | -------- | -------- | ------ |
| Ep01                                                                        | 1月12日 | profile      | 諸橋隼人 | 石川淳一 | 7.1%   |
| Ep02                                                                        | 1月19日 | ghost        | 天本絵美 | 石川淳一 | 5.4%   |
| Ep03                                                                        | 1月26日 | FAKE it      | 相馬光   | 石川淳一 | 5.7%   |
| Ep04                                                                        | 2月02日 | I have to…   | 諸橋隼人 | 木村真人 | 5.5%   |
| Ep05                                                                        | 2月09日 | NOD          | 諸橋隼人 | 木村真人 | 5.6%   |
| Ep06                                                                        | 2月16日 | present      | 天本絵美 | 北坊信一 | 4.9%   |
| Ep07                                                                        | 2月23日 | pray         | 相馬光   | 木村真人 | 4.1%   |
| Ep08                                                                        | 3月01日 | scapegoat    | 諸橋隼人 | 大﨑翔   | 4.6%   |
| Ep09                                                                        | 3月08日 | reverse      | 相馬光   | 吉田使憲 | 5.1%   |
| Ep10                                                                        | 3月15日 | dramaturgy   | 天本絵美 | 木村真人 | 4.5%   |
| Ep11                                                                        | 3月22日 | appreciate   | 天本絵美 | 木村真人 | 4.6%   |
| 平均視聴率 5.2%（視聴率はビデオリサーチ調べ、関東地区・世帯・リアルタイム） |         |              |          |          |        |

- 初回は21時 - 22時13分の15分拡大放送[110]。

| フジテレビ系列 金曜9時枠の連続ドラマ                   | フジテレビ系列 金曜9時枠の連続ドラマ | フジテレビ系列 金曜9時枠の連続ドラマ |
| 前番組                                                 | 番組名                               | 次番組                               |
| ------------------------------------------------------ | ------------------------------------ | ------------------------------------ |
| うちの弁護士は手がかかる （2023年10月13日 - 12月22日） | 院内警察 （2024年1月12日 - 3月22日） | イップス （2024年4月12日 - 6月21日） |